# Sakramentar von St. Gereon

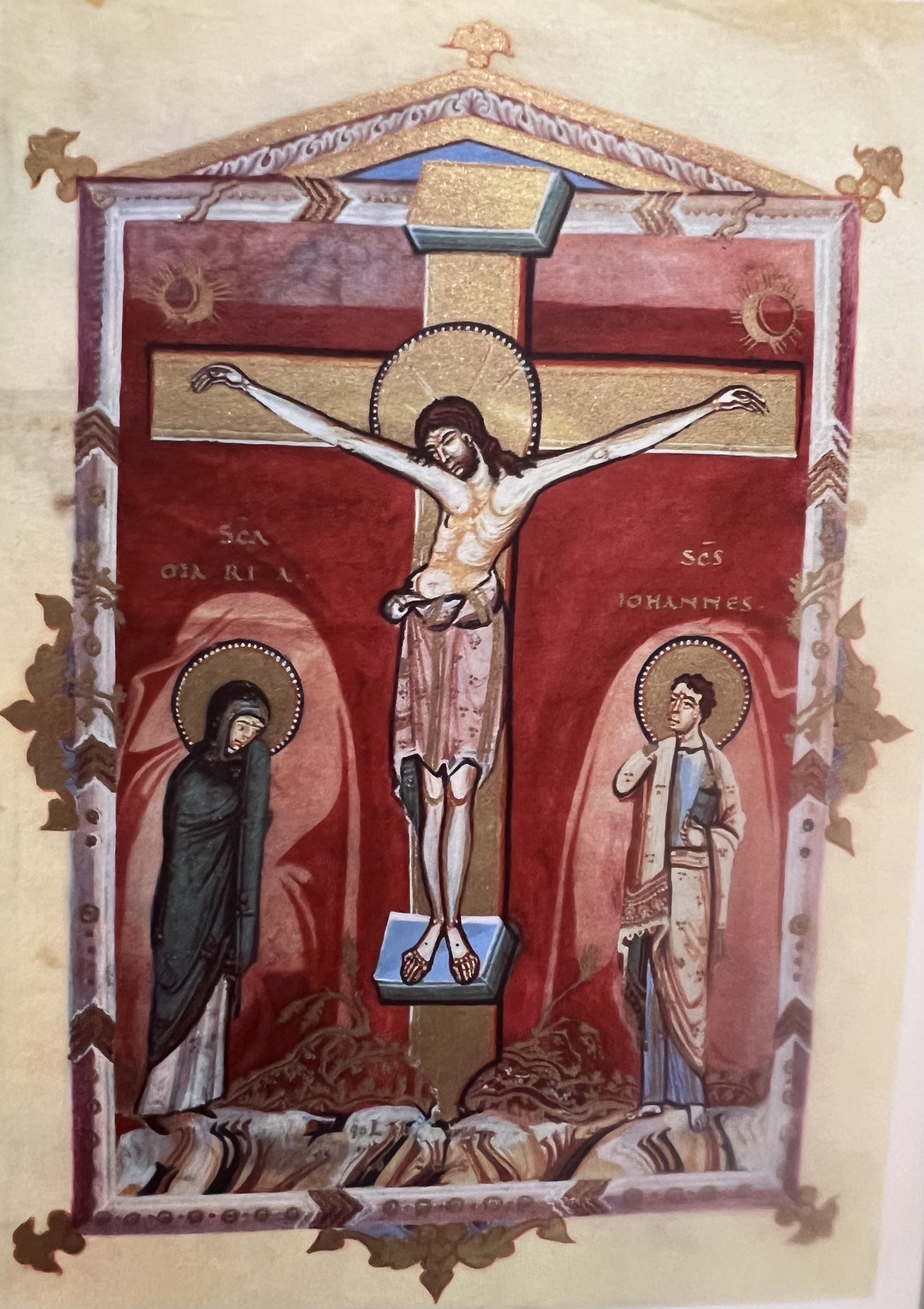
Kreuzigungsbild

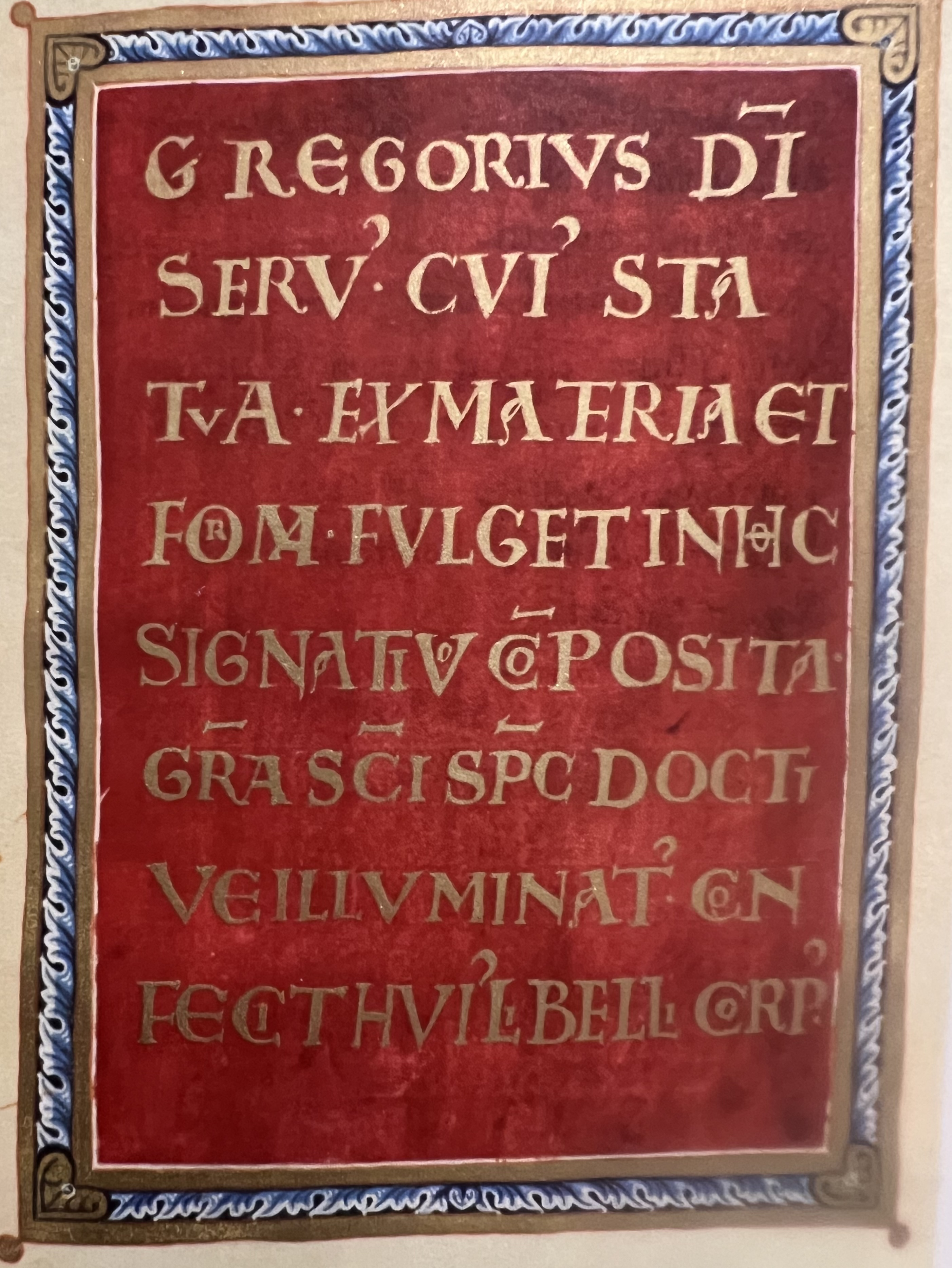
Textseite zum Bild Gregor des Großen

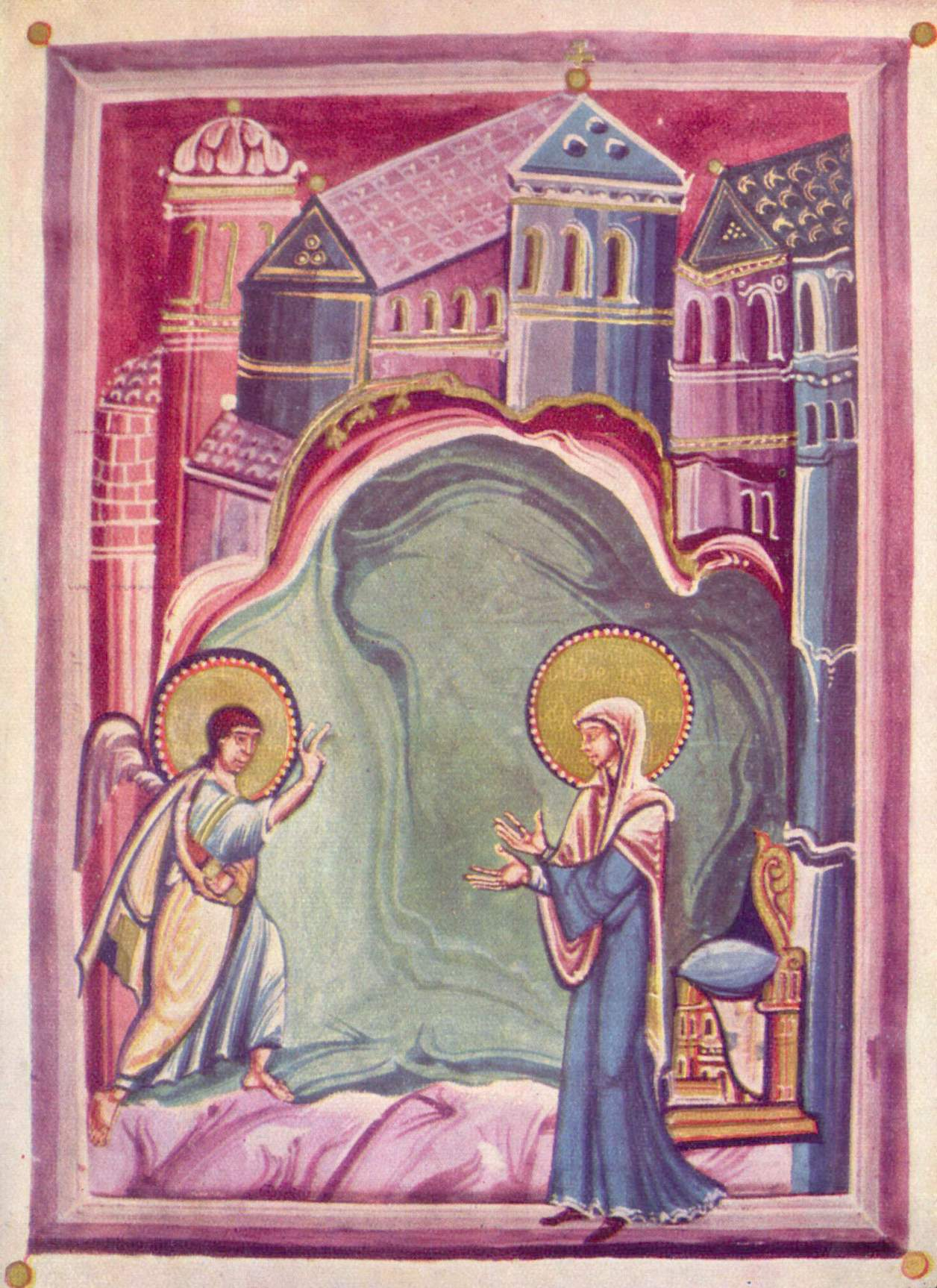
Verkündigung an Maria

Das Sakramentar von St. Gereon soll um das Jahr 1000 für einen Chorherrn von St. Gereon in Köln angefertigt worden sein. Es enthält auf 190 Pergamentseiten Messgebete und ein vorgeheftetes Kalendarium, in dem das Fest des Heiligen Gereon am 17. Oktober und die Kirchweihe am 28. Juli genannt werden. Ganzseitige Zierseiten, zehn Bilder der Heilsgeschichte, ein Bild des thronenden Christus und eine Darstellung von Gregor dem Großen machen es zu einem Hauptwerk ottonischer und Kölner Buchmalerei. Das Sakramentar hat eine Größe von lediglich 26,5 × 18,5 cm. 1703 gelangte das Werk an den französischen Hof. Heute befindet es sich im Besitz der Nationalbibliothek in Paris mit der Signatur latinus 817. Der Signatur gemäß ist es in Latein geschrieben.
Es beginnt mit einem Kalendarium, darauf folgen die Bilder der Verkündigung an Maria und der Geburt Christi, jeweils mit einer Zierseite, die das heilsgeschichtliche Ereignis deutet. Im Verkündigungsbild mit kräftiger Architektur einer ineinander verschachtelten Stadt wölbt sich hinter dem Engel und Maria eine türkise Höhle. Maria steht mit den Füßen schon auf dem Rahmen, entrückt gleichsam dem Irdischen. Die Geburtsszene zeigt die heilige Familie nicht in typischem Bethlehemidyll, sondern in düsterer Dramatik als Fleischwerdung des Logos. Bei dem Gebäude im Hintergrund könnte es sich um den Hildebold-Dom handeln, wegen der großen Ähnlichkeit zur Abbildung des Domes im Hillinus-Codex. Es folgt der Sakramentartext mit purpurnen Zierseiten, beginnend mit der Präfation, gefolgt von der Abbildung des thronenden Christus in der Mandorla, umgeben von Engeln und den Evangelistensymbolen. Ihm schließt sich die Canon Missae auf neun Zierseiten als dem zentralen Text des Sakramentars an. Den Abschluss dieser Textgruppe bildet ein Bild des Papstes Gregor dem Großen. Es zeigt den Papst beim Diktat. In den blassblauen Vorhang, den Gregor umgibt, bohrt der Sekretär ein Loch, wohl um der göttlichen Inspiration näher zu sein. Ab fol. 22r beginnen die Messformulare zum Kirchenjahr, beginnend mit der Adventszeit. Im Abschnitt der Karwoche findet man Zierseiten und Bilder unter anderem mit dem Kreuzigungsbild auf dem Christus mit nach links durchgeschwungenem Körper an einem goldenen Kreuz hängt. Dem Jahresverlauf gemäß sind vor allem folgende Bilder hervorzuheben: Pilatus vor den Grabeswächtern (Der Statthalter gibt den Wächtern seine Befehle), Frauen am Grabe, Himmelfahrt Christi, Ausgießung des Heiligen Geistes und Männer aus allen Völkern (Die Jünger verkünden in allen Sprachen). Die letzte Zierseite schmückt mit der Initiale Ds den Beginn der Pfingstmesse mit dem: Deus, qui hodierna (Allmächtiger, ewiger Gott). Der Rahmen zeigt in Medaillons die Tugenden: Gerechtigkeit, Stärke, Weisheit und Mäßigkeit.